# Victrix ambrosiana
Victrix ambrosiana är en fjärilsart som beskrevs av Fernandez 1931. Victrix ambrosiana ingår i släktet Victrix och familjen nattflyn. Inga underarter finns listade i Catalogue of Life.